# Xyris fallax
Xyris fallax är en gräsväxtart som beskrevs av Gustaf Oskar Andersson Malme. Xyris fallax ingår i släktet Xyris och familjen Xyridaceae. Inga underarter finns listade i Catalogue of Life.